# Station Ōrākei
Station Ōrākei is een spoorwegstation in de Nieuw-Zeelandse stad Auckland. Het stadsdeel Ōrākei kan vanaf het station bereikt worden met een brug. Het station wordt bediend door de Oostelijke Lijn.
Het station ligt op het schiereiland van Ōrākei, naast het Ōrākei Basin. Naast het station ligt het winkelcentrum Ōrākei Bay Village. Dit werd in 2017 geopend, nadat het was gebouwd in voormalige pakhuizen. Het oorspronkelijke plan was om veel nieuwbouw op het schiereiland te plegen. Dit plan werd echter afgeblazen, nadat er veel verzet van de omwonenden kwam en de bouwkosten tegenvielen.
Sinds augustus 2014 is het spoor er geëlektrificeerd. In 2023 was het station geruime tijd gesloten wegens grote verbouwingen aan het spoor. Dit was in voorbereiding op de opening van de City Rail Link, een spoortunnel onder het centrum van Auckland.

## Bediening
De volgende trein stopt op station Ōrākei:
| Serie           | Treinsoort                           | Route                                            | Bijzonderheden                                                                                            |
| --------------- | ------------------------------------ | ------------------------------------------------ | --- |
| Oostelijke Lijn | Voorstadspoorweg (Auckland One Rail) | Waitematā – Ōrākei – Panmure – Ōtāhuhu – Manukau | Rijdt iedere twintig minuten. Rijdt in de spits iedere tien minuten. Rijdt 's avonds eens in het halfuur. |